# شابدوخ
شابدوخ (به لاتین: Shabdukh) یک منطقهٔ مسکونی در روسیه است که در داغستان واقع شده‌است.